# Lillasyster (musikgrupp)
Lillasyster var ett svenskt rockband som bildades 2006. Bandets debutalbum Hjärndöd musik för en hjärndöd generation gavs ut 2007.

## Historia
Lillasyster bildades i Göteborg 2006. Bandets första singel "Berätta det för Lina" släpptes den 28 februari 2007. Debutalbumet med titeln Hjärndöd musik för en hjärndöd generation gavs ut 9 maj 2007. I oktober 2007 släpptes en video med Rihanna-covern Umbrella. Med den hamnade Lillasyster den 3 november 2007 för första gången på Trackslistan.
Från början hette bandet Rallypack, och deras låtar var på engelska, men i samband med att de började göra låtar på svenska bytte de namn till Lillasyster. Martin Westerstrand och Daniel Cordero var tidigare medlemmar i det svenska hårdrocksbandet Lok.
I april 2009 bytte bandet till Hagenburg Management istället för Gain Music Entertainment.
I maj 2009 släpptes gruppens andra fullängdsalbum, Det här är inte musik, det här är kärlek. Första singel från albumet var "Andreas" som släpptes i april samma år, med b-sidan "Rad efter rad".
I november 2010 meddelade Daniel Cordero att han slutar i Lillasyster, skälet var att han ville ha mer tid till sin familj.
Under 2011 spelade bandet in låten "Till Scandinavium". Låten är specialskriven för hockeylaget Frölunda HC och spelas när laget åker in på isen. Martin Westerstrand som är sångare i bandet fick även sjunga svenska nationalsången live på en match mellan Frölunda och Luleå.
Under 2011 släppte Lillasyster singeln "Så jävla bra" från det kommande albumet. Den 25 januari 2012 släpptes nya albumet 3 som var det första med basisten Andy Oh My God (egentligen Andreas Bladini) och även det första albumet där bandet samarbetat med skivbolaget Ninetone Records. Andra singeln från skivan heter "Motley Crew".
2013 släppte Lillasyster en Katy Perry-cover med låten "Roar".
Det nya albumet, med den koncisa titeln 4, släpptes 1 april 2016 
I februari 2020 släpptes singeln "Enemy" samt information om en engelskspråkig EP.
2021 deltog bandet i Melodifestivalen med låten "Pretender". Bidraget gick vidare till Andra chansen där de blev utslagna.
Lillasyster deltog igen i Melodifestivalen 2022 med bidraget "Till Our Days Are Over", där de gick vidare till semifinalen.
Den 13 maj 2024 gick bandet ut i sociala medier och informerade om att det kommande albumet Tack och Förlåt blir bandets sista och att den kompletterande turnén är en avskedsturné.

## Medlemmar
Nuvarande medlemmar
- Martin Westerstrand – sång (2006– 2024)
- Max Flövik – gitarr (2006– 2024)
- Ian-Paolo Lira – trummor (2006– 2024)
- Andy Oh My God (Andreas Bladini) – basgitarr (2010– 2024)

Tidigare medlemmar
- Daniel Cordero – basgitarr (2006–2010)

## Diskografi
Studioalbum
- 2007 – Hjärndöd musik för en hjärndöd generation
- 2009 – Det här är inte musik, det här är kärlek
- 2012 – 3
- 2016 – 4
- 2021 – Svensk Jävla Metal
- 2023 – Stormtrooper Boombox
- 2024 – Tack och Förlåt

EP's
- 2018 – Svensk Jävla Metal

Singlar
- 2007 – "Berätta det för Lina"
- 2009 – "Rad efter rad (Dreamhack Anthem)"
- 2009 – "Jag är här nu"
- 2011 – "Så jävla bra"
- 2015 – "Krossat glas" (från nya albumet 4)

Samlingsalbum
- 2010 – Hjärndöd kärlek
- 2013 – Tala är silver, skrika är guld. 2003-2013